# لرش
شهر لرش (به آلمانی: Lorsch) در ایالت هسن در کشور آلمان واقع شده‌است.